# 田中杏奈
田中 杏奈（たなか あんな、2005年11月17日 - ）は、日本のファッションモデル、歌手。ガールズグループMEOVVのメンバー。富山県出身。THEBLACKLABEL所属。

## 略歴
小学校5年生の際に『ナルミヤシンデレラオーディション2016』にてメゾピアノ賞・準グランプリを受賞し、同ファッションブランドのウェブイメージモデルを1年間務めた。
2016年(平成28年)12月22日(木曜日)、小学校6年生の際に『第5回ニコ☆プチモデルオーディション』にてグランプリを受賞。2017年(平成29年)2月号より同誌専属モデルとしてデビューを果たした。
2号連続の表紙掲載、『プチ☆コレ8』のオープニングムービー「ニコ☆プチ戦隊オシャレンジャー」のメンバー、2018年(平成30年)グアムロケに林芽亜里、阿部ここは、藤村木音とともに選抜される等として活躍する。
子供服メーカー「ジェニィ」が2018年3月にプチプラの新ブランド『JENNI belle』を立ち上げると田中は初代イメージモデルとなり、2018年8月には、ナルミヤ・インターナショナルの「カッコかわいい」をテーマとしたブランド『BLUE CROSS GIRLS』のイメージモデルにも選ばれる。
2019年(平成31年)4月28日(日曜日)、東京有明・TFTホールにて開催された『プチ☆コレ9』をもって、『ニコ☆プチ』（新潮社）専属モデルを卒業した。
2019年(令和元年)8月22日(木曜日)、パシフィコ横浜・国立大ホールにて開催された『Seventeen夏の学園祭』において『ミスセブンティーン2019』に選ばれた事が発表された。
2020年(令和2年)4月6日(月曜日)、中学校3年生の際にフジテレビ系情報番組『めざましテレビ』のコーナーである「イマドキ」に初登場し、正式出演が決定した。
2021年12月10日付で2年間務めたSeventeenの専属モデルを本人のライブ配信をもって卒業した。

## 人物
- 同じ事務所の先輩である黒坂莉那を目標としている[2]。黒坂と田中は、一緒に食事に行くことも多い[16]。
- 元nicola専属モデルの草野星華と同じく富山県出身であり、同県出身のモデル二人として北日本新聞でも取り上げられたが[17]、本人同士も田中杏奈が小学校3年生当時からの知り合いである[18]。
- 混合により自由に色を作ることができ、造形後24時間の空気乾燥で固まる軽量粘土を使う教室で陶器風の作品を作っている[19][20][21]。
- 「プチ☆コレ8」では、田中杏奈はモデルを代表して卒業モデルに感謝のメッセージを贈った[22]。
- フリーランスのアートディレクター山田信男は、自身の審美眼で新人の美少女を選び、『少女記録』の名で写真作品にして発表しており[23]、ニコ☆プチ卒業を間近にした2019年3月に田中杏奈の撮影が行われた。撮影当時の山田は、田中のニコ☆プチ卒業後の進路を知らなかったが、内心ではミスセブンティーンに挑戦して欲しいと思っていた[24]。

## 出演

### テレビ番組
- めざましテレビ（2020年4月6日 - 2021年8月3日、フジテレビ）イマドキガール[25]

### テレビドラマ
- 青のSP-学校内警察・嶋田隆平- 第2話（2021年1月19日、関西テレビ・フジテレビ）[26]
- 恋の病と野郎組 Season2 第2話・最終話（2022年1月31日・3月28日、日本テレビ） - 第2話ヒロイン・リカ 役[27]

### ネット番組
- ㋲っと!ニコ☆プチTV（2018年、TSUTAYA TV）[28][29][30]

### 広告
- 株式会社ジェニィ JENNI belle（2018年 - 2019年） - イメージモデル[6][7][8]
- ナルミヤ・インターナショナル ブルークロスガールズ（2018年 - 2019年） - イメージモデル[10][11][12]
- 京都丸紅株式会社 九重（2018年）- WEBカタログモデル[31]
- 株式会社ハルタ HARUTA IMAGE GIRL 2020[32]

### CM
- バンダイ 「パーリーポップス！」（2018年）[33]

## 書籍

### 雑誌
- ニコ☆プチ（2017年2月号 - 2019年6月号、新潮社） - 専属モデル[34][14]
- Seventeen  (2019年10月号 -2021年12月10日 、集英社)   - 専属モデル

### デジタル写真集
- 少女記録（2019年3月、「少女記録」運営委員会、撮影：サトウ ノブタカ、アートディレクション：山田信男）[35]